# Lulle-Akojaure
Lulle-Akojaure är en sjö i Jokkmokks kommun i Lappland och ingår i Luleälvens huvudavrinningsområde. Sjön har en area på 0,694 kvadratkilometer och ligger 522 meter över havet. Lulle-Akojaure ligger i Udtja Natura 2000-område. Sjön avvattnas av vattendraget Akkojåkkå.

## Delavrinningsområde
Lulle-Akojaure ingår i det delavrinningsområde (737270-165788) som SMHI kallar för Utloppet av Lulle-Akojaure. Medelhöjden är 556 meter över havet och ytan är 22,35 kvadratkilometer. Det finns inga avrinningsområden uppströms utan avrinningsområdet är högsta punkten. Akkojåkkå som avvattnar avrinningsområdet har biflödesordning 4, vilket innebär att vattnet flödar genom totalt 4 vattendrag innan det når havet efter 245 kilometer. Avrinningsområdet består mestadels av skog (74 procent) och sankmarker (17 procent). Avrinningsområdet har 1,9 kvadratkilometer vattenytor vilket ger det en sjöprocent på 8,5 procent.